# Liste der Stolpersteine in Stipshausen
Die Liste der Stolpersteine in Stipshausen enthält den Stolperstein, welcher von Gunter Demnig in Stipshausen verlegt wurde. Er soll an das Opfer des Nationalsozialismus erinnern, welches in Stipshausen seinen letzten bekannten Wohnsitz hatte, bevor es ermordet wurde.
Hinweis: Die Liste ist sortierbar. Durch Anklicken eines Spaltenkopfes wird die Liste nach dieser Spalte sortiert, zweimaliges Anklicken kehrt die Sortierung um. Durch das Anklicken zweier Spalten hintereinander lässt sich jede gewünschte Kombination erzielen.

## Liste der Stolpersteine
| Bild | Person, Inschrift                  | Adresse          | Verlege- datum | weitere Informationen |
| --- | ---------------------------------- | ---------------- | -------------- | --------------------- |
| Bild gesucht Die Wikipedia wünscht sich an dieser Stelle ein Bild vom Ort mit diesen Koordinaten 49.84944 7.29179 . Motiv: Stolperstein Simon Meyer Falls du dabei helfen möchtest, erklärt die Anleitung , wie das geht. BW | Hier wohnte Simon Meyer Jg. 1872 … | Hauptstraße 47 · | 12. Apr. 2019  |                       |